# Pescopagano
Pescopagano is een gemeente in de Italiaanse provincie Potenza (regio Basilicata) en telt 2122 inwoners (31-12-2004). De oppervlakte bedraagt 69,0 km², de bevolkingsdichtheid is 31 inwoners per km².

## Demografie
Pescopagano telt ongeveer 836 huishoudens. Het aantal inwoners daalde in de periode 1991-2001 met 10,2% volgens cijfers uit de tienjaarlijkse volkstellingen van ISTAT.
| Jaar | Inwoneraantal |
| ---- | ------------- |
| 1991 | 2392          |
| 2001 | 2147          |

## Geografie
De gemeente ligt op ongeveer 954 m boven zeeniveau.
Pescopagano grenst aan de volgende gemeenten: Cairano (AV), Calitri (AV), Castelgrande, Castelnuovo di Conza (SA), Conza della Campania (AV), Laviano (SA), Rapone, Sant'Andrea di Conza (AV), Santomenna (SA).